# Pemberton-Billing P.B.1
El Pemberton-Billing P.B.1, a veces conocido como Supermarine, fue un hidrocanoa monoplaza británico de la década de 1910, construido por Pemberton-Billing Limited, que más tarde se convirtió en Supermarine Aviation Works. Sólo se construyó un P.B.1, y nunca voló más allá de un salto.

## Diseño y desarrollo
El P.B.1 era un biplano monoplaza de cabina abierta propulsado por un motor rotativo Gnome de 36 kW (50 hp) que movía una hélice de tres palas, y que estaba montado en una góndola de configuración tractora entre las alas superiores y el fuselaje. Tenía un casco de un solo rediente diseñado por el arquitecto naval Linton Hope, con un recubrimiento de abeto sobre una estructura de caoba, y recubierto con tela impermeable. Tenía alas de dos vanos construidas de abeto y fresno, con alerones en el ala superior y flotadores debajo de las puntas de las alas inferiores. El piloto estaba sentado en una cabina detrás del borde de salida del ala.
Descrito como "un barco que volará, [en lugar de] un avión que flotará", sólo se construyó un P.B.1; el prototipo se exhibió en el Olympia Aero Show en marzo de 1914. Fue reconstruido en abril de 1914, con la cabina del piloto desplazada hacia el morro del avión y el motor Gnome montado en la parte superior del fuselaje, moviendo dos hélices propulsoras de 3 palas mediante transmisiones por cadena. Tras las modificaciones, el P.B.1 entró en pruebas, pero no logró volar durante las realizadas en Southampton Water el 30 de mayo de 1914. Noel Pemberton Billing, director de Pemberton-Billing Limited y diseñador del P.B.1, afirmó que el avión realizó un breve salto durante junio, pero otras fuentes afirman que el mismo nunca voló.
Tras concluir las pruebas de vuelo, el P.B.1 fue desguazado el 28 de julio de 1914, y su motor se utilizó en el avión de reconocimiento monoplaza Pemberton-Billing P.B.9.

## Especificaciones (P.B.1)
Referencia datos: British Flying Boats

### Características generales
- Tripulación: Uno (piloto)[5]
- Envergadura: 9,1 m (30 ft)
- Superficie alar: 27,2 m² (292,8 ft²)
- Peso vacío: 340 kg (749,4 lb)
- Peso cargado: 440 kg (969,8 lb)
- Planta motriz: 1× motor rotativo refrigerado por aire Gnome.
  - Potencia: 36 kW (50 HP; 49 CV)
- Hélices: De cuatro palas de madera de paso fijo

### Rendimiento
- Velocidad máxima operativa (Vno): 80 km/h (50 MPH; 43 kt) (estimada)